# Tiglato de butila
Tiglato de butila é o composto orgânico de fórmula C9H16O2 e massa molecular 156,22. É classificado com o número CAS 7785-66-2 e CBNumber CB7206579.